# Gert-Ulrich Buurman
Gert-Ulrich Everhard Friedrich Buurman (* 21. April 1936 in Bremen; † 23. Februar 2013 in Marburg) war ein deutscher Pädagoge, Unternehmer und Internatsleiter.

## Leben
Gert-Ulrich Buurman war der Sohn des Pädagogen Gerhard Hermann Buurman (1904–1987) und dessen Frau, der Reitlehrerin Annaliese Martha. Er hatte vier Geschwister. Gert-Ulrich Buurman studierte an der Ruprecht-Karls-Universität Heidelberg Sport und Englisch auf Lehramt. 1956 wurde er Mitglied der Burschenschaft Vineta Heidelberg.

### Landschulheim Steinmühle
Von 1965 bis 1999 leitete er als Nachfolger seines Vaters das Internat des Landschulheims Steinmühle, an dem er schon zuvor als Lehrer tätig war.
Buurman war interessiert an der Verbesserung der Sprachausbildung durch Nutzung moderner Lernmethoden. 1965 verfasste er für die 2. Ausgabe der Zeitschrift Programmiertes Lernen und programmierter Unterricht (Nachfolgezeitschrift: Programmiertes Lernen) einen Artikel mit dem Titel Ein Entwurf zum Bau eines Sprachlabors. 1974 wurde Buurman an der Philipps-Universität Marburg mit dem Thema Empirische Untersuchung der Imitationsleistung zehnjähriger Schüler im englischen Anfangsunterricht mit Hilfe sonagraphischer Verfahrensweisen zum Dr. phil. promoviert. Als Sportlehrer setzte er sich auch stark für die Ruderer ein, die in der Ruderabteilung RuSV Steinmühle e.V. bei Wettkämpfen antraten. Ebenso förderte er die Sportarten Reiten und Tennis.
1982 konnte er die Pläne seines Vaters realisieren, den Strom für das Landschulheim vorwiegend durch Nutzung von Wasserkraft am Wehr der Steinmühle zu gewinnen. Hierzu gründete er die Wasserkraftwerk Steinmühle GmbH. Sein Bruder Frerich Buurman übernahm im September 2013 die Geschäftsführung und fungiert seit April 2015 als Liquidator der Firma.

### Landschulheim Grovesmühle
Nach umfangreichen Sanierungs- und Renovierungsmaßnahmen eröffnete Buurman im August 1995 das Landschulheim Grovesmühle wieder. Unmittelbar zu Beginn der Planungen für den Neubau eines Schulhauses verstarb Buurman nach schwerer Krankheit. Mitte 2013 erfolgte die Grundsteinlegung des nach ihm benannten Baus.
Aus der Ehe mit Gisela Kurz gingen zwei Kinder hervor. Sein Sohn Gerrit Buurman war Geschäftsführer der Betreibergesellschaft des Landschulheims Grovesmühle.

## Ehrungen
- 2008: Bundesverdienstkreuz am Bande für sein ehrenamtliches pädagogisches Engagement und für den Umweltschutz[16]
- 2014: Namensgebung Gert-Ulrich-Buurman-Haus (GUB-Haus), Landschulheim Grovesmühle.[17]